# 松田大地
松田 大地（まつた だいち、1981年10月8日 - ）は、宮城県泉市（現・仙台市泉区）出身の元プロバスケットボール選手である。ポジションはポイントガード、シューティングガード。188cm、85kg。

## 来歴
9歳でバスケットボールを始め、仙台市立南中山中学校に進学。宮城広瀬高校、東北学院大学を経てクラブチームのSESSIONSに入団。2004年国体にも出場しベスト4に輝いた。
2005年、bjリーグの仙台89ERSにドラフト外で入団。2010年3月3日、高松ファイブアローズに移籍し、2011年1月まで在籍。粘り強いディフェンスが持ち味。
背番号は仙台時代は32。高松移籍直後は77で、直ぐに67に変更。2010-11シーズンより32。